# Державний секретаріат Святого Престолу
Державний секретаріат Ватикану або Державний секретаріат Святого Престолу, Папський секретаріат (Secretaria Status seu Papaplis) — центральне відомство Римської курії, покликане безпосередньо сприяти папі римському у виконанні його функцій.

## Історія
Прототипом сучасного Державного секретаріату був інститут секретарів (secretarii), що з'явились за часів понтифікату папи Мартина V (1417–1431) який отримав свою назву за приналежністю до Camera Secreta («Таємної палати» — особливої колегії, яку складали сановники, що служили в Апостольському палаці). Завдання секретарів полягали в оперативному й конфіденційному вирішенні питань, пов'язаних із дипломатичним листуванням Святого Престолу.
Папа Калікст III 1456 року обмежив кількість секретарів шістьома, Іннокентій VIII конституцією Non debet reprehensibile (1487) збільшив їхню кількість до 24 та об'єднав їх у Колегію Апостольських секретарів. На чолі цієї колегії був поставлений secretarius domesticus (приватний чи домашній секретар), який із часом став найближчим співробітником папи римського та узяв на себе виняткову відповідальність за зовнішню політику Святого Престолу. За понтифікату Льва X (1513–1521) поряд із secretarius domesticus існувала посада secretarius intimus або major (тобто найближчого або великого секретаря). Саме йому папа Павло V (1605–1621) вперше надав титул Державного секретаря. Ліквідація папою Іннокентієм XI 1678 року Колегії Апостольських секретарів стало першим кроком на шляху організації Державного секретаріату в його сучасному вигляді. Під час реформ папи Іннокентія XII було також завершено перетворення Державного секретаріату, в результаті яких на чолі цього органу Римської курії постав кардинал з офіційним титулом Державного секретаря, а сам Державний секретаріат узяв на себе керівництво усіма аспектами політики Святого Престолу. 1833 року папа Григорій XVI започаткував другий Державний секретаріат «для внутрішніх справ держави», однак Пій IX 1846 року відновив єдиний Державний секретаріат, а для розмежування двох видів діяльності створив у його структурі дві служби — зовнішніх та внутрішніх справ. Подальші реформи Державного секретаріату було визначено конституцією папи Пія X Sapienti consilio (1908) й закріплено Кодексом канонічного права 1917 року (канон 263). Конституцією Павла VI Regimini Ecclesiae universae (1967) Державний секретаріат було поставлено на чолі всіх відомств Римської курії та йому було надано характеру Папського секретаріату. Під час реформи Римської курії, здійсненої Іваном Павлом II, структура Державного секретаріату набула свого сучасного вигляду; цю структуру закріпив Кодекс канонічного права 1983 року.

## Глава Державного секретаріату
Державний секретаріат очолює Державний секретар (повинен мати сан кардинала), якого призначає ad nutum Sanctae Sedis папа римський. За Державним секретарем зберігається право скликати кардиналів-префектів, які очолюють інші відомства Римської курії, для координації їхньої діяльності. Йому також підпорядковується уряд держави-міста Ватикану. Коли Святий Престол є вакантним, Державний секретар усувається від своєї посади, керівництво Державного секретаріату переходить до його заступника, який звітується перед Колегією кардиналів.

## Структура
Нині структура й завдання Державного секретаріату регламентуються положеннями апостольської конституції папи Івана Павла II Pastor Bonus від 28 червня 1988 року. Державний секретаріат складається з Відділу загальних питань і Відділу відносин з державами. За загального головування в Державному секретаріаті Держсекретаря роботу першого Відділу координує йог заступник, роботу другого — секретар.

### Відділ загальних питань
Відділ загальних питань займається повсякденними справами служіння папи римського, розглядає питання, що не входять до компетенції інших відомств Римської курії, а також координує їхню діяльність. Цей відділ регулює функції та діяльність представників Святого Престолу, особливо з питань, що стосуються окремих Церков. До компетенції Відділу загальних питань належить все, що стосується присутності дипломатичного корпусу при Святому Престолі. За узгодженням з іншими відомствами відділ займається різними аспектами представництва й діяльності Святого Престолу в міжнародних організаціях — як католицьких, так і інших. Окрім цього, Відділ редагує та розсилає апостольські конституції, послання й інші документи, доручені йому папою; складає всі акти, пов'язані з призначенням на посади в Римській курії та інших організаціях, підпорядкованих Святому Престолу, які мають затверджуватись папою. Відділ загальних питань також займається публікацією офіційного видання Святого Престолу — Acta Apostolicae Sedis, оприлюднює окремі енцикліки й інші послання папи римського та інформацію про діяльність Святого Престолу через особливу прес-службу Sala Stampa; разом із другим підрозділом Державного секретаріату — Відділом відносин із державами — він курирує діяльність газети L'Osservatore Romano, Радіо Ватикану й Ватиканського телевізійного центру. Через Статистичну службу Відділ загальних питань збирає та публікує дані, що стосуються життя Римо-католицької церкви, в тому числі займається виданням Annuario Pontificio.
До недавнього часу Відділ загальних питань очолював заступник Державного секретаря, архієпископ Фернандо Філоні. Нині його очолив Джованні Анджело Беччу.

#### Заступники Державного секретаря Святого Престолу у загальних справах
- Анджело Делл'Акква (17 лютого 1953 — 29 червня 1967);
- Джованні Бенеллі (29 червня 1967 — 3 червня 1977);
- Джузеппе Капріо (14 червня 1977 — 28 квітня 1979);
- Едуардо Мартінес Сомало (5 травня 1979 — 23 березня 1988);
- Едуард Кассіді (23 березня 1988 — 12 грудня 1989);
- Джованні Баттіста Ре (12 грудня 1989 — 16 вересня 2000);
- Леонардо Сандрі (16 вересня 2000 — 1 липня 2007);
- Фернандо Філоні (1 липня 2007 — 10 травня 2011);
- Джованні Анджело Беччу (10 травня 2011 —).

### Відділ відносин із державами
Відділ відносин із державами координує відносини Святого Престолу з урядами різних країн та посилює його дипломатичні зв'язки. Завданнями цього відділу є:
1. Сприяння дипломатичним відносинам з державами та іншими суб'єктами міжнародного права, укладання різних угод і договорів, в тому числі конкордатів.;
2. Представництво Святого Престолу при міжнародних організаціях та на конгресах, присвячених питанням суспільного характеру, за узгодженням із повноважними відомствами Римської курії;
3. Розгляд в особливому контексті своєї діяльності питань, що стосуються папських представників. За особливих обставин, за дорученням папи римського та за узгодженням з повноважними відомствами курії Відділ відносин із державами здійснює все необхідне для призначення єпископів та для вирішення інших питань, що стосуються окремих Церков. В інших випадках, особливо під час укладання конкордатів, Відділ проводить перемовини з урядами країн світу.

Секретар у відносинах з державами Державного секретаріату — «міністр закордонних справ» Ватикану, до недавнього часу цю посаду займав титулярний архієпископ Чезаріани Джованні Лайоло, який став губернатором Ватикану й головою Папської Комісії у справах держави-міста Ватикан. Його наступником став архієпископ Домінік Мамберті.